# The golden years of Dutch pop music (The Cats)
The golden years of Dutch pop music - A & B sides 1964-1974 is een verzamelalbum van The Cats. Het is een dubbelalbum dat op 29 januari 2016 werd uitgebracht. Het maakt deel uit van een serie albums over de gouden jaren in de Nederlandse popmuziek, waarop muziek van allerlei vroegere bands nogmaals wordt uitgebracht. Die bands variëren van The Blue Diamonds en Rob Hoeke tot Pussycat en Earth & Fire.
Verschillende nummers zijn opnieuw bewerkt in de studio van oud-bandlid Arnold Mühren en zijn zoon Patrick. Zo digitaliseerden zij enkele platen opnieuw, zoals Goodbye my love en Ave Maria no morro. Uit het laatste nummer monteerde Patrick Mühren voor het eerst een hinderlijke tik weg die te horen was op het moment dat de zang ingezet werd. Deze tik heeft waarschijnlijk in de persmatrijs gezeten, omdat hij in elke uitgebrachte versie te horen was.
Het dubbelalbum stond een week in de Album Top 100 en bereikte daar plaats 58.

## Nummers
CD1
| Nr. | naam                         | duur |
| --- | ---------------------------- | ---- |
| 1.  | Jukebox                      | 2:48 |
| 2.  | Goodbye my love              | 2:49 |
| 3.  | Somewhere over the rainbow   | 3:37 |
| 4.  | I'm ashamed to tell          | 2:28 |
| 5.  | Ave Maria no morro           | 2:47 |
| 6.  | A fool never learns          | 2:27 |
| 7.  | What a crazy life            | 2:34 |
| 8.  | Hopeless try                 | 2:34 |
| 9.  | Vive l'amour                 | 2:04 |
| 10. | But tomorrow                 | 2:21 |
| 11. | Sure he's a cat              | 2:29 |
| 12. | Without your love            | 2:48 |
| 13. | What's the world coming to   | 3:29 |
| 14. | How could I be so blind      | 2:39 |
| 15. | Turn around and start again  | 2:58 |
| 16. | Remember the good times      | 2:45 |
| 17. | Times were when              | 3:07 |
| 18. | I like the way               | 2:15 |
| 19. | Lea                          | 3:39 |
| 20. | I gotta know what's going on | 2:33 |
| 21. | Why                          | 4:00 |
| 22. | Mandy my dear                | 3:19 |
| 23. | Scarlet ribbons              | 3:17 |
| 24. | To-day                       | 2:53 |
| 25. | Marian                       | 3:57 |
| 26. | Somewhere up there           | 4:11 |
| 27. | Magical mystery morning      | 2:33 |

CD2
| Nr. | naam                      | duur |
| --- | ------------------------- | ---- |
| 1.  | I walk through the fields | 3:52 |
| 2.  | Where have I been wrong   | 5:15 |
| 3.  | The greatest thing        | 3:17 |
| 4.  | Don't waste your time     | 3:32 |
| 5.  | It's over now             | 2:18 |
| 6.  | One way wind              | 3:40 |
| 7.  | Country woman             | 3:09 |
| 8.  | Let's dance               | 3:27 |
| 9.  | I've been in love before  | 4:29 |
| 10. | Vaya con Dios             | 3:27 |
| 11. | Don't waste my time       | 2:33 |
| 12. | Take me with you          | 2:59 |
| 13. | There has been a time     | 4:38 |
| 14. | How did you feel          | 3:18 |
| 15. | Let's go together         | 3:44 |
| 16. | Linda                     | 3:22 |
| 17. | Maribaja                  | 3:08 |
| 18. | Time machine              | 3:18 |
| 19. | Rock 'n' roll             | 4:56 |
| 20. | Come on girl              | 3:09 |
| 21. | Be my day                 | 2:58 |
| 22. | She's on her own          | 3:28 |